# Военноморска база Гуантанамо Бей
Военноморската база на Съединените американски щати Гуантанамо Бей, наричана още ГИТМО, заема територия от 120 km2 по суша и вода в залива Гуантанамо, Куба. Тя е отдадена под наем като минна и военноморска база според Кубинско-американския договор от 1903 г. Станцията е разположена на брега на залива Гуантанамо в югоизточния край на островната държава. Тя е най-старата задморска база на Военноморските сили на САЩ и единствената американска военна база в страна, с която САЩ няма установени дипломатически отношения. От 1959 година насам кубинското правителство постоянно протестира срещу американското присъствие на територията на Куба и го определя като незаконно според съвременните разбирания за международно право, тъй като е наложено на Куба със сила. На Съвета на ООН по правата на човека през 2013, външният министър на Куба настоява САЩ да върне базата и „узурпираната територия“, която е окупирана след американското нашествие в Куба от началото на 20. век.
От 2002 г. във военноморската база е изграден военен затвор, така наречения затворнически лагер Гуантанамо Бей, в който се изпращат предполагаемите престъпни бойци, заловени в Афганистан, Ирак и други места. Измъчването на затворниците и отказването да им се даде защита съгласно Женевските конвенции е силно критикувано от много международни организации.